# El infierno son los demás
El infierno son los demás è un album dei Fangoria, pubblicato nel 2000 dalla Subterfuge. Si tratta di un doppio CD contenente remix delle tracce del precedente disco del gruppo, Una temporada en el infierno, realizzati da diversi artisti.

## Tracce

### CD 1
| #   | Titolo                          | Remixata da     |
| --- | ------------------------------- | --------------- |
| 1.  | "Cierra los ojos"               | Madelman        |
| 2.  | "Acusada, juzgada y condenada"  | Omen            |
| 3.  | "Voy a perder el miedo"         | Spunky          |
| 4.  | "Electricistas"                 | JLF             |
| 5.  | "Abre los ojos"                 | Plastilina Mosh |
| 6.  | "A tu lado"                     | Lemon Fly       |
| 7.  | "Cenizas de sangre"             | Zeta            |
| 8.  | "Todo lo que amo debe de morir" | Moockie         |
| 9.  | "Contradicción"                 | Mastretta       |
| 10. | "Abre los ojos"                 | Prozak          |

### CD 2
| #   | Titolo                          | Remixata da    |
| --- | ------------------------------- | -------------- |
| 1.  | "Cierra los ojos"               | Kadoc          |
| 2.  | "No será"                       | The Congosound |
| 3.  | "Abre los ojos"                 | Manoukian      |
| 4.  | "Electricistas"                 | Teen Marcianas |
| 5.  | "Cenizas de sangre"             | Big Toxic      |
| 6.  | "Todo lo que amo debe de morir" | Feel Action    |
| 7.  | "A tu lado"                     | Astrud         |
| 8.  | "Abre los ojos"                 | Space Cream    |
| 9.  | "Electricistas"                 | Liquits        |
| 10. | "No será"                       | Angel Molina   |